# りあるキッズ
りあるキッズは、かつて吉本興業で活動していたお笑いコンビ。1996年5月結成、2014年8月解散。『M-1グランプリ2003』ファイナリスト。

## プロフィール
安田 善紀（やすだ よしのり、1985年9月20日 - ）（39歳）
ボケ・ネタ作り担当、立ち位置は向かって左。
奈良県橿原市出身。血液型O型。身長179cm、体重51kg。
阪神タイガースファン。その他プロレスにも詳しい。
20歳になった頃から急激に声変わりが起こり、声が低くなった。
2004年に奈良県立香芝高等学校卒業後、同年関西大学社会学部にAO入試で入学。2008年3月卒業予定だったが留年し、2010年に卒業した。
東京進出後は派遣会社でアルバイトをしていた。
解散後は「りあるキッズ安田」または「安田善紀」として活動している。
2016年6月から濱田ツトムと漫才ユニット『閃光少女』としても活動していた。2017年4月30日の「漫才ヒーローズ」において閃光少女を解散。
2017年に、三浦二郎（元・ジャム）と共にユニットコンビ『ミッションモード』を結成し、芸人の活動を続ける。
2010年以降バイセクシャルを公言していたが、2021年5月1日放送の『馬鹿よ貴方は、新道竜巳のごみラジオ』にて否定した。
2023年末に地元である奈良県へ帰郷し、2024年2月8日から奈良県住みます芸人に就任し活動を開始、また講談師としての活動も始めた。2025年8月には旭堂南鷹の命名で「旭堂南洋」を名乗る。

ゆうき（1985年7月30日 - ）（40歳）
ツッコミ担当、立ち位置は向かって右。
大阪府大阪市出身。血液型O型。身長166cm、体重68kg。
本名：長田 融季〈ながた ゆうき〉。此花学院高等学校卒業。
だんじり祭に対する思い入れが深く、自らも地元のだんじり祭りに参加している。
レゲエが大好きで小学校の友達と音楽グループ「REGGAE SOUND」、「SUCCESS GROW」を結成。
趣味は競艇とサーフィン、ゴルフ、野球、ゲーム。
競艇専門チャンネルJLCの『めざせ新鋭マスター ゴールドラッシュ』に2013年5月からメインMCとして出演していた。
阪神タイガース、オリックス・バファローズの熱烈なファン。
2011年5月24日、自身のブログで7歳年上の一般女性との結婚を発表。
2011年10月17日午前5時44分、大阪市内の病院で長男が誕生。体重は約3300グラム。
2014年8月11日、自身のプライベートな借金問題により8月1日付で吉本を退社したことが明らかになった。
2014年に離婚し上京。2016年に交際していた女性と再婚し、2018年に長女、2019年に次女が誕生。
2021年2月末、約7年ぶりにTwitterの更新を再開し自身のYouTubeチャンネルも開設。3月12日発売の『FRIDAY』（講談社）のインタビューに登場し、関係各所への謝罪と再始動を宣言している。5月発売の『FRIDAY』では約7年ぶりに元相方・安田と再会した。
現在はサーフィン好きが高じて湘南の海に近い場所で暮らしている。
現在の活動としては、TikTok LIVE生配信を毎日朝と夜に自宅近くのプライベートスタジオから配信。ラジオアプリRadiotalkで『長田融季の生ごみラジオ』を週数回生配信している。2022年9月には180万円を超える投げ銭を記録し、ラジオトークのランキング月間1位を2度獲得した。
2023年6月、コンビ解散後初のツアー「長田融季の全国入場無料 生ごみライブ 〜Japan Surf Triping Tour 2023〜」を開催。
2024年4月からYouTubeにて、徳島のローカル芸人・古谷健太とのトーク番組『おしゃべりバラエティ いっしょ!』を始動。
2025年６月より長田融季生誕40周年全国ツアー「CHICKEN ZOMBIES TOUR25」を開催。2年ぶりの全国ツアーで北海道・東京・兵庫・神奈川・大阪と全国5ヵ所を約5ヶ月にかけて開催される。ゲストはピン芸人、街裏ぴんくを始め色々な面子が各公演追加される。

## 略歴
- 1996年11月、『輝く日本の星! 次代のダウンタウンを創る』という番組に、安田は「ダブル関西」、長田は「アップダウン」という別々のコンビで出演し、安田が未来の松本人志、長田が未来の浜田雅功として選ばれコンビ結成。当時はまだ11歳だった。同番組内で、1988年12月12日放送の『4時ですよーだ』で当時3歳の長田が浜田のそっくりさんとして出演していたことも明かしている。
- 1998年、吉本興業へ正式に所属。長田が『岸和田少年愚連隊 望郷』に主演として抜擢される。番外編の『岸和田少年野球団』にも出演。
- 2001年、NHKのドラマ愛の詩の『幻のペンフレンド2001』に出演。
- 2002年、NHK連続テレビ小説『まんてん』に出演。
- 2003年、うめだ花月が再オープンし、常時出られる舞台を得る。
- 2003年、『M-1グランプリ2003』で決勝戦進出、現時点でも唯一の10代ファイナリストとなる。正統派のしゃべくり漫才を披露し、審査員の島田洋七からは「いとしこいしを超えた、めちゃくちゃおもしろい」と絶賛された。当時はまだ現役高校生だったが、既に結成8年目であったため、2006年大会がラストイヤーだった。
- 2005年1月1日 - 2日、NHK「古代史ドラマスペシャル」第2作『大化改新』に出演。
- 2014年、シンクタンクのタンクの店でアルバイトしている安田がタンクからサービス残業の強要や暴力を受けていてタンクとの関係を断つため、よしもとクリエイティブ・エージェンシー東京に移籍し東京進出するも、長田のプライベートな借金問題により8月1日付けで解散[1]。

## 特徴・エピソード
- 子供のときから芸人をやっているため、年上の後輩芸人が多い。そのため後輩芸人は年下なのに敬語で話すが、彼らより売れている後輩（麒麟、南海キャンディーズ等）からは本来年上ということもありタメ口や呼び捨てされることも多い（『やりすぎコージー』にて）。なお、吉本の風習では年下の先輩に対して、必ずしも敬語を使う義務はない。
- NSC大阪校15期・東京校1期とほぼ同期にあたり、それ以外では同期にロザン、すっちー（元ビッキーズ）などがいる。
- 関西ローカルの歳末特番『オールザッツ漫才』（毎日放送）には、彼らが深夜の生放送出演に対応できる2003年からの出演。また2007年の回で披露したネタでは安田がパンツ一丁に包丁を持った姿で「未来のダウンタウン言われてた頃に戻りたい!」と、過去の功績を活かしきれない自虐ネタを行った（留年が決まった事、ギャラが少ないから吉本からの借金を振込めと督促状が来た事もネタにした）。

## 賞レース成績・受賞歴など

### M-1グランプリ
| 年     | 結果       | エントリーNo. | 決勝戦キャッチコピー | 備考                         |
| ------ | ---------- | ------------- | -------------------- | ---------------------------- |
| 2001年 | 準決勝敗退 | 1101          |                      | 当時は敗者復活戦なし         |
| 2002年 | 準決勝敗退 | 1748          |                      |                              |
| 2003年 | 決勝5位    | 1902          | 最年少               | 史上唯一の10代ファイナリスト |
| 2004年 | 準決勝敗退 |               |                      |                              |
| 2005年 | 準決勝敗退 |               |                      |                              |
| 2006年 | 準決勝敗退 |               |                      | ラストイヤー                 |

### その他
- 1998年 第19回マンザイ新人コンクール 福笑い大賞
- 1999年 平成11年度咲くやこの花賞 大衆芸能部門
- 1999年 第20回ABCお笑い新人グランプリ 優秀新人賞
- 1999年 第34回上方漫才大賞 新人奨励賞
- 2000年 第30回上方漫才コンテスト 優秀賞

## 出演

### テレビ
- 爆笑オンエアバトル（NHK総合） 戦績7勝4敗　最高471KB

第1回に出場、最初のオンエアとなる。ネタは「大阪と奈良」。番組終了後も史上最年少出場・オンエア記録を持っている。
- ごきげん!ブランニュ（朝日放送）

天津向、指圧野郎とともに新生パラ軍団の一員として活動。安田は番組の中で泣き虫キャラが定着している。
- オールザッツ漫才（毎日放送）
- たけしの誰でもピカソ（テレビ東京）
- いろもん（日本テレビ）
- ジャイケルマクソン（毎日放送）
- よしもとサンサンTV（サンテレビ）
- 新春!!漫才大爆ショー（サンテレビ）
- 上方演芸ホール（NHK大阪放送局）
- 千鳥のぼっけぇTV!（GAORA）
- スザンヌの「勉強できない!」脱出計画（NHK教育）
- めざせ新鋭マスター ゴールドラッシュ（JLC）（長田のみ）
- 芸人報道（日本テレビ）（安田のみ）
- 千鳥のおもしろツライ話買い取ります（読売テレビ）

ほか多数

### ウェブテレビ
- スピードワゴンの月曜The NIGHT（2019年8月20日、AbemaTV）安田のみ
- 街録ch〜あなたの人生、教えて下さい〜（2021年、YouTube番組）

### ラジオ
- りあるデルフィン（ABCラジオ、 - 2005年9月）
- キングコングのほにゃらじお（ABCラジオ）
- 丑バラ（MBSラジオ）

### ドラマ
- エイジ（NHK）（長田のみ）
- ドラマ愛の詩 幻のペンフレンド2001（NHK） - 小林肇 役（長田）
- 連続テレビ小説 まんてん（NHK） - 黒田巌 役（安田）、鈴木雄大 役（長田）
- 古代史ドラマスペシャル 大化改新（NHK） - 葛城稚犬養網田 役（安田）、海犬養勝麻呂 役（長田）

### 映画
- 岸和田少年愚連隊 望郷（三池崇史監督） - 主演（長田）
- 岸和田少年愚連隊 野球団〈岸和田少年野球団〉（渡辺武監督）（長田のみ）
- アンドロメディア（三池崇史監督） - 黒澤（子供時代） 役（長田）
- 金髪の草原（犬童一心監督） - クレープ屋の男 役（長田）

### CM
- 金鳥
- 関西サイクルスポーツセンター